# Tangenziale est di Torino
La tangenziale est di Torino era un progetto di nuovo tratto autostradale che avrebbe chiuso la tangenziale di Torino in tutta la zona est di Torino e provincia..

## Il progetto
Il progetto di questa tangenziale sarebbe quello di collegare la A21, all'altezza della frazione di Pessione verso Chieri. Successivamente, tra Chieri ed il comune di Gassino Torinese e Volpiano  e proseguirebbe in una galleria (la collina di Torino) per circa 7,5 km. 
Il fiume Po infatti sarebbe superato da un nuovo ponte e il tratto autostradale raggiungerebbe l'autostrada A4 Torino-Milano sullo svincolo già esistente di Volpiano sud. La tangenziale arriverebbe sino alla A5 Torino-Aosta, per raccordarsi all'altezza dello svincolo di Volpiano toccando soprattutto la A4 con ancora 2 km di raccordo verso sud del comune stesso.

## Percorso
Il percorso complessivo della Tangenziale Est sarà di circa 22 km, toccando, tra gli altri, i comuni di Santena, Chieri, Andezeno, Montaldo Torinese, Gassino Torinese, Settimo Torinese, Brandizzo e Volpiano. L’infrastruttura sarà un’autostrada e prevederà due corsie più una di emergenza per ogni senso di marcia e 6 svincoli (uscite) e qualche area di sosta.

### Svincoli
Il primo svincolo sarà quello di Pessione, dove verrà realizzato l’innesto sull’A21, la circonvallazione ad ovest di Castel Guelfo (Chieri) e il raccordo con la strada provinciale 128. Il secondo svincolo sarà nei pressi dell’area industriale Martini & Rossi.
Da Pessione la tangenziale punterà verso la città di Chieri con un tracciato in trincea per limitare l’impatto visivo e un’uscita di connessione con la Statale 10. Gli svincoli successivi saranno uno all’altezza dell’area industriale di Andezeno e due nei pressi di Gassino, uno fra Sciolze e Rivalba e uno alla fine della discesa lungo la valle del Rio Maggiore per arrivare al nuovo ponte sul Po. Successivamente il ponte verrà raddoppiato per giungere con adeguamenti di sezione fino all’A4.

## Studio di fattibilità
La Regione Piemonte ha stanziato circa 200 milioni di euro per realizzarne lo studio di fattibilità. Il progetto di questa realizzazione è già stato presentato nel 2009, ma è stato messo da parte per mancanza di fondi.

## Accantonamento del progetto
Dato il forte impatto ambientale che con una tangenziale autostradale andrebbe a incidere sulla Collina Torinese (sito Riserva della biosfera UNESCO), il progetto è stato accantonato in favore della realizzazione di una Gronda, da ottenersi mediante riorganizzazione della viabilità esistente e una riduzione al minimo di gallerie e viadotti.